# Hipposideros obscurus
Hipposideros obscurus is een vleermuis uit het geslacht Hipposideros.

## Kenmerken
Het karyotype bedraagt 2n=24, FN=44 voor dieren uit Catanduanes en Negros. Er is vrij veel variatie in grootte tussen verschillende populaties. De totale lengte voor dieren uit Mindanao bedraagt 78 tot 81 mm, de staartlengte 21 tot 25 mm, de achtervoetlengte 11 tot 13 mm, de oorlengte 20 tot 21 mm, de voorarmlengte 45 tot 46 mm en het gewicht 10 tot 12 g.

## Leefwijze
Er zijn dieren gevangen in grotten, mijngangen en boomholtes.

## Verspreiding
Deze soort komt voor in de Filipijnen, behalve de omgeving van Palawan en de Batanes- en Babuyan-groepen in het noorden van het land. Deze soort behoort tot de H. bicolor-groep. De soort is tot nu toe gevonden op de eilanden Bohol, Catanduanes, Dinagat, Luzon, Maripipi, Mindanao, Negros en Siquijor. Deze soort komt voor in regenwoud tot 1100 m hoogte.
Hipposideros abae · Himalayarondbladneus (Hipposideros armiger) · Hipposideros ater · Hipposideros beatus · Hipposideros bicolor · Hipposideros boeadii · Hipposideros breviceps · Gewone rondbladneus (Hipposideros caffer) · Hipposideros calcaratus · Hipposideros camerunensis · Hipposideros cervinus · Hipposideros cineraceus · Reuzenrondbladneus (Hipposideros commersoni) · Hipposideros coronatus · Hipposideros corynophyllus · Hipposideros coxi · Hipposideros crumeniferus · Hipposideros curtus · Hipposideros cyclops · Hipposideros demissus · Hipposideros diadema · Hipposideros dinops · Hipposideros doriae · Hipposideros durgadasi · Hipposideros dyacorum · Hipposideros edwardshilli · Hipposideros fuliginosus · Hipposideros fulvus · Hipposideros galeritus · Hipposideros gigas · Hipposideros grandis · Hipposideros halophyllus · Hipposideros hypophyllus · Hipposideros inexpectatus · Hipposideros inornatus · Jonesrondbladneus (Hipposideros jonesi) · Hipposideros khaokhouayensis · Hipposideros khasiana · Hipposideros lamottei · Hipposideros lankadiva · Hipposideros larvatus · Hipposideros lekaguli · Hipposideros lylei · Hipposideros macrobullatus · Hipposideros madurae · Hipposideros maggietaylorae · Hipposideros marisae · Hipposideros megalotis · Hipposideros muscinus · Maleise rondbladvleermuis (Hipposideros nequam) · Hipposideros obscurus · Hipposideros orbiculus · Hipposideros papua · Hipposideros pelingensis · Hipposideros pomona · Hipposideros pratti · Hipposideros pygmaeus · Hipposideros ridleyi · Hipposideros rotalis · Hipposideros ruber · Hipposideros scutinares · Hipposideros semoni · Hipposideros sorenseni · Schneiders rondbladneus (Hipposideros speoris) · Hipposideros stenotis · Hipposideros sumbae · Hipposideros thomensis · Hipposideros turpis · Hipposideros vittatus · Hipposideros wollastoni